# Kvalifikace na Mistrovství Evropy ve fotbale 2024
Kvalifikace na Mistrovství Evropy ve fotbale 2024 byla fotbalová soutěž, která začala v březnu 2023 a skončila v březnu 2024. Kvalifikace se účastnilo 53 týmů členských zemí UEFA, přičemž do závěrečného turnaje EURO 2024 z ní postoupilo 23 týmů. Přímo z kvalifikace postoupilo 20 týmů, další 3 týmy vzešly z baráže, která byla spojena s výsledky reprezentací v Lize národů UEFA 2022/23.
Losování pro rozdělení do kvalifikačních skupin proběhlo 9. října 2022 ve Festhalle ve Frankfurtu.

## Kvalifikované týmy

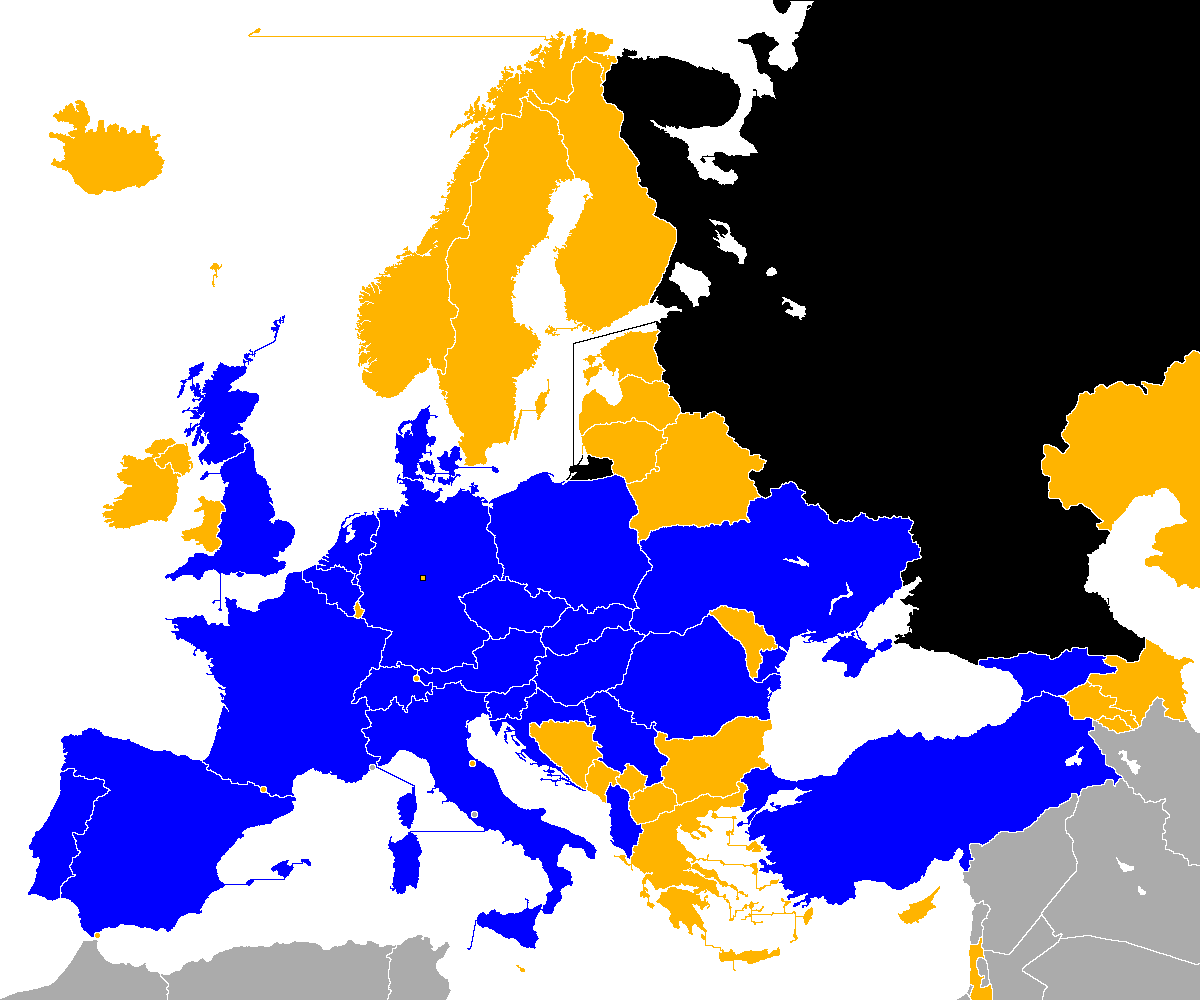
Tým se kvalifikoval na UEFA Euro 2024
Tým se může kvalifikovat
Tým se nekvalifikoval
Zákaz startu týmu v soutěži

| Tým         | Kvalifikován jako        | Kvalifikován dne   | Předchozí účasti na ME                                                            |
| ----------- | ------------------------ | ------------------ | --------------------------------------------------------------------------------- |
| Německo     | hostitel                 | 27. září 2018      | 13 (1972, 1976, 1980, 1984, 1988, 1992, 1996, 2000, 2004, 2008, 2012, 2016, 2020) |
| Belgie      | vítěz skupiny F          | 13. října 2023     | 6 (1972, 1980, 1984, 2000, 2016, 2020)                                            |
| Francie     | vítěz skupiny B          | 13. října 2023     | 10 (1960, 1984, 1992, 1996, 2000, 2004, 2008, 2012, 2016, 2020)                   |
| Portugalsko | vítěz skupiny J          | 13. října 2023     | 8 (1984, 1996, 2000, 2004, 2008, 2012, 2016, 2020)                                |
| Španělsko   | vítěz skupiny A          | 15. října 2023     | 11 (1964, 1980, 1984, 1988, 1996, 2000, 2004, 2008, 2012, 2016, 2020)             |
| Skotsko     | postup ze skupiny A      | 15. října 2023     | 3 (1992, 1996, 2020)                                                              |
| Turecko     | postup ze skupiny D      | 15. října 2023     | 5 (1996, 2000, 2008, 2016, 2020)                                                  |
| Rakousko    | postup ze skupiny F      | 16. října 2023     | 3 (2008, 2016, 2020)                                                              |
| Anglie      | vítěz skupiny C          | 17. října 2023     | 10 (1968, 1980, 1988, 1992, 1996, 2000, 2004, 2012, 2016, 2020)                   |
| Maďarsko    | vítěz skupiny G          | 16. listopadu 2023 | 4 (1964, 1972, 2016, 2020)                                                        |
| Slovensko   | postup ze skupiny J      | 16. listopadu 2023 | 2 (2016, 2020)                                                                    |
| Albánie     | postup ze skupiny E      | 17. listopadu 2023 | 1 (2016)                                                                          |
| Dánsko      | vítěz skupiny H          | 17. listopadu 2023 | 9 (1964, 1984, 1988, 1992, 1996, 2000, 2004, 2012, 2020)                          |
| Nizozemsko  | postup ze skupiny B      | 18. listopadu 2023 | 10 (1976, 1980, 1988, 1992, 1996, 2000, 2004, 2008, 2012, 2020)                   |
| Rumunsko    | postup ze skupiny I      | 18. listopadu 2023 | 5 (1984, 1996, 2000, 2008, 2016)                                                  |
| Švýcarsko   | postup ze skupiny I      | 18. listopadu 2023 | 5 (1996, 2004, 2008, 2016, 2020)                                                  |
| Srbsko      | postup ze skupiny G      | 19. listopadu 2023 | 5 (1960, 1968, 1976, 1984, 2000)                                                  |
| Česko       | postup ze skupiny E      | 20. listopadu 2023 | 10 (1960, 1976, 1980, 1996, 2000, 2004, 2008, 2012, 2016, 2020)                   |
| Itálie      | postup ze skupiny C      | 20. listopadu 2023 | 10 (1968, 1980, 1988, 1996, 2000, 2004, 2008, 2012, 2016, 2020)                   |
| Slovinsko   | postup ze skupiny H      | 20. listopadu 2023 | 1 (2000)                                                                          |
| Chorvatsko  | postup ze skupiny D      | 21. listopadu 2023 | 7 (1996, 2000, 2004, 2008, 2012, 2016, 2020)                                      |
| Gruzie      | postup z Play-off Ligy C | 26. března 2024    | 0 (1. účast)                                                                      |
| Ukrajina    | postup z Play-off Ligy B | 26. března 2024    | 3 (2012, 2016, 2020)                                                              |
| Polsko      | postup z Play-off Ligy A | 26. března 2024    | 4 ( 2008, 2012, 2016, 2020)                                                       |

Poznámky
1. ↑  Tučné znamená vítěze daného ročníku. Kurzíva označuje hostitele daného ročníku.
2. ↑  Tým Německa startoval mezi lety 1972 a 1988 jako reprezentace Spolkové republiky Německo.
3. ↑  Jedná se o první vystoupení Srbska na EURU jako samostatného národního týmu. Nicméně FIFA považuje Srbsko za nástupnický tým Jugoslávie a FR Jugoslávie, které se mezi sebou kvalifikovaly pětkrát.
4. ↑  V letech 1960-1980 soutěžilo Česko jako Československo.

## Formát kvalifikace

### Skupinová část
Formát je podobný kvalifikaci na EURO 2020. Přímo ze skupin kvalifikace postoupilo 20 týmů na závěrečný turnaj, který hostilo Německo. 53 členů UEFA bylo rozděleno do deseti skupin: sedm skupin po pěti týmech, tři po šesti. Los kvalifikace proběhl 9. října 2022. Čtyři finalisté Ligy národů 2022/23 byli rozlosováni do skupin po pěti týmech, aby se mohli zúčastnit finále Ligy národů v červnu 2023. Kvalifikace byla hrána ve formátu doma—venku, každý s každým ve dvojzápasech v březnu, červnu, září, říjnu a listopadu 2023. Vítězové a druzí ve skupině byli automaticky kvalifikováni na závěrečný turnaj.
Zbylé tři týmy byly určeny v rámci baráže, která byla sehrána v březnu 2024.

#### Kritéria při rovnosti bodů
Pokud měly dva nebo více týmů po skončení kvalifikačních zápasů stejný počet bodů, rozhodují o pořadí následující kritéria:
1. vyšší počet bodů získaných ve skupině v zápasech týmů, mezi kterými se rozhoduje,
2. brankový rozdíl ze zápasů ve skupině v zápasech týmů, mezi kterými se rozhoduje,
3. vyšší počet vstřelených gólů v zápasech týmů, mezi kterými se rozhoduje,
4. vyšší počet vstřelených gólů v zápasech venku týmů, mezi kterými se rozhoduje.

Pokud mělo po použití 1. až 3. kritéria dva nebo více týmů stále stejné pořadí, rozhodla tato kritéria:
1. brankový rozdíl ve všech utkáních,
2. vyšší počet vstřelených gólů ve všech zápasech
3. vyšší počet střelených gólů ve zápasech venku ve všech skupinových zápasech,
4. vyšší počet vyhraných zápasů ve všech skupinových zápasech,
5. vyšší počet vyhraných zápasů venku ve všech skupinových zápasech,
6. Fair play v rámci skupinových zápasů (1 bod za žlutou kartu, 3 body za červenou kartu po dvou žlutých kartách, 3 body za přímou červenou kartu, 4 body za žlutou kartu, po které následovala přímá červená karta,
7. pozice v celkovém pořadí Ligy národů

### Nasazení pro los skupinové fáze
Týmy byly nasazeny na základě celkového pořadí Ligy národů UEFA 2022/23.
| Tým     | Poř. |
| ------- | ---- |
| Německo | 10   |

| Tým                     | Poř. |
| ----------------------- | ---- |
| Nizozemsko              | 1    |
| Chorvatsko              | 2    |
| Španělsko               | 3    |
| Itálie (obhájce titulu) | 4    |

| Tým         | Poř. |
| ----------- | ---- |
| Dánsko      | 5    |
| Portugalsko | 6    |
| Belgie      | 7    |
| Maďarsko    | 8    |
| Švýcarsko   | 9    |
| Polsko      | 11   |

| Tým                 | Poř. |
| ------------------- | ---- |
| Francie             | 12   |
| Rakousko            | 13   |
| Česko               | 14   |
| Anglie              | 15   |
| Wales               | 16   |
| Izrael              | 17   |
| Bosna a Hercegovina | 18   |
| Srbsko              | 19   |
| Skotsko             | 20   |
| Finsko              | 21   |

| Tým        | Poř. |
| ---------- | ---- |
| Ukrajina   | 22   |
| Island     | 23   |
| Norsko     | 24   |
| Slovinsko  | 25   |
| Irsko      | 26   |
| Albánie    | 27   |
| Černá Hora | 28   |
| Rumunsko   | 29   |
| Švédsko    | 30   |
| Arménie    | 31   |

| Tým               | Poř. |
| ----------------- | ---- |
| Gruzie            | 33   |
| Řecko             | 34   |
| Turecko           | 35   |
| Kazachstán        | 36   |
| Lucembursko       | 37   |
| Ázerbájdžán       | 38   |
| Kosovo            | 39   |
| Bulharsko         | 40   |
| Faerské ostrovy   | 41   |
| Severní Makedonie | 42   |

| Tým           | Poř. |
| ------------- | ---- |
| Slovensko     | 43   |
| Severní Irsko | 44   |
| Kypr          | 45   |
| Bělorusko     | 46   |
| Litva         | 47   |
| Gibraltar     | 48   |
| Estonsko      | 49   |
| Lotyšsko      | 50   |
| Moldavsko     | 51   |
| Malta         | 52   |

| Tým             | Poř. |
| --------------- | ---- |
| Andorra         | 53   |
| San Marino      | 54   |
| Lichtenštejnsko | 55   |

| Tým   | Poř. |
| ----- | ---- |
| Rusko | 32   |

## Kvalifikační skupiny
| Legenda                                                                         |
| ------------------------------------------------------------------------------- |
| Vítěz skupiny a druhý v pořadí postupující přímo na EURO 2024                   |
| Tým postupující do baráže o účast na šampionátu                                 |
| V křížové tabulce vpravo je domácí tým v levém sloupci, hostující v horní řadě. |

### Skupina A
| Tým       | Z | V | R | P | VG | IG | +/- | B  |
| --------- | - | - | - | - | -- | -- | --- | -- |
| Španělsko | 8 | 7 | 0 | 1 | 25 | 5  | +20 | 21 |
| Skotsko   | 8 | 5 | 2 | 1 | 17 | 8  | +9  | 17 |
| Norsko    | 8 | 3 | 2 | 3 | 14 | 12 | +2  | 11 |
| Gruzie    | 8 | 2 | 2 | 4 | 12 | 18 | -6  | 8  |
| Kypr      | 8 | 0 | 0 | 8 | 3  | 28 | -25 | 0  |

|           | Španělsko | Skotsko | Norsko | Gruzie | Kypr |
| --------- | --------- | ------- | ------ | ------ | ---- |
| Španělsko | —         | 2:0     | 3:0    | 3:1    | 6:0  |
| Skotsko   | 2:0       | —       | 3:3    | 2:0    | 3:0  |
| Norsko    | 0:1       | 1:2     | —      | 2:1    | 3:1  |
| Gruzie    | 1:7       | 2:2     | 1:1    | —      | 4:0  |
| Kypr      | 1:3       | 0:3     | 0:4    | 1:2    | —    |

### Skupina B
| Tým        | Z | V | R | P | VG | IG | +/- | B  |
| ---------- | - | - | - | - | -- | -- | --- | -- |
| Francie    | 8 | 7 | 1 | 0 | 29 | 3  | +26 | 22 |
| Nizozemsko | 8 | 6 | 0 | 2 | 17 | 7  | +10 | 18 |
| Řecko      | 8 | 4 | 1 | 3 | 14 | 8  | +6  | 13 |
| Irsko      | 8 | 2 | 0 | 6 | 9  | 10 | -1  | 6  |
| Gibraltar  | 8 | 0 | 0 | 8 | 0  | 41 | -41 | 0  |

|            | Francie | Nizozemsko | Řecko | Irsko | Gibraltar |
| ---------- | ------- | ---------- | ----- | ----- | --------- |
| Francie    | —       | 4:0        | 1:0   | 2:0   | 14:0      |
| Nizozemsko | 1:2     | —          | 3:0   | 1:0   | 3:0       |
| Řecko      | 2:2     | 0:1        | —     | 2:1   | 5:0       |
| Irsko      | 0:1     | 1:2        | 0:2   | —     | 3:0       |
| Gibraltar  | 0:3     | 0:6        | 0:3   | 0:4   | —         |

### Skupina C
| Tým               | Z | V | R | P | VG | IG | +/- | B  |
| ----------------- | - | - | - | - | -- | -- | --- | -- |
| Anglie            | 8 | 6 | 2 | 0 | 22 | 4  | +18 | 20 |
| Itálie            | 8 | 4 | 2 | 2 | 16 | 9  | +7  | 14 |
| Ukrajina          | 8 | 4 | 2 | 2 | 11 | 8  | +3  | 14 |
| Severní Makedonie | 8 | 2 | 2 | 4 | 10 | 20 | -10 | 8  |
| Malta             | 8 | 0 | 0 | 8 | 2  | 20 | -18 | 0  |

|                   | Anglie | Itálie | Ukrajina | Severní Makedonie | Malta |
| ----------------- | ------ | ------ | -------- | ----------------- | ----- |
| Anglie            | —      | 2:0    | 3:1      | 7:0               | 2:0   |
| Itálie            | 1:2    | —      | 2:1      | 5:2               | 4:0   |
| Ukrajina          | 1:1    | 0:0    | —        | 2:0               | 1:0   |
| Severní Makedonie | 1:1    | 1:1    | 2:3      | —                 | 2:1   |
| Malta             | 0:4    | 0:2    | 1:3      | 0:2               | —     |

### Skupina D
| Tým        | Z | V | R | P | VG | IG | +/- | B  |
| ---------- | - | - | - | - | -- | -- | --- | -- |
| Turecko    | 8 | 5 | 2 | 1 | 14 | 7  | +7  | 17 |
| Chorvatsko | 8 | 5 | 1 | 2 | 13 | 4  | +9  | 16 |
| Wales      | 8 | 3 | 3 | 2 | 10 | 10 | 0   | 12 |
| Arménie    | 8 | 2 | 2 | 4 | 9  | 11 | -2  | 8  |
| Lotyšsko   | 8 | 1 | 0 | 7 | 5  | 19 | -14 | 3  |

|            | Turecko | Chorvatsko | Wales | Arménie | Lotyšsko |
| ---------- | ------- | ---------- | ----- | ------- | -------- |
| Turecko    | —       | 0:2        | 2:0   | 1:1     | 4:0      |
| Chorvatsko | 0:1     | —          | 1:1   | 1:0     | 5:0      |
| Wales      | 1:1     | 2:1        | —     | 2:4     | 1:0      |
| Arménie    | 1:2     | 0:1        | 1:1   | —       | 2:1      |
| Lotyšsko   | 2:3     | 0:2        | 0:2   | 2:0     | —        |

### Skupina E
| Tým             | Z | V | R | P | VG | IG | +/- | B  |
| --------------- | - | - | - | - | -- | -- | --- | -- |
| Albánie         | 8 | 4 | 3 | 1 | 12 | 4  | +8  | 15 |
| Česko           | 8 | 4 | 3 | 1 | 12 | 6  | +6  | 15 |
| Polsko          | 8 | 3 | 2 | 3 | 10 | 10 | 0   | 11 |
| Moldavsko       | 8 | 2 | 4 | 2 | 7  | 10 | -3  | 10 |
| Faerské ostrovy | 8 | 0 | 2 | 6 | 2  | 13 | -11 | 2  |

|                 | Albánie | Česko | Polsko | Moldavsko | Faerské ostrovy |
| --------------- | ------- | ----- | ------ | --------- | --------------- |
| Albánie         | —       | 3:0   | 2:0    | 2:0       | 0:0             |
| Česko           | 1:1     | —     | 3:1    | 3:0       | 1:0             |
| Polsko          | 1:0     | 1:1   | —      | 1:1       | 2:0             |
| Moldavsko       | 1:1     | 0:0   | 3:2    | —         | 1:1             |
| Faerské ostrovy | 1:3     | 0:3   | 0:2    | 0:1       | —               |

### Skupina F
| Tým         | Z | V | R | P | VG | IG | +/- | B  |
| ----------- | - | - | - | - | -- | -- | --- | -- |
| Belgie      | 8 | 6 | 2 | 0 | 22 | 4  | +18 | 20 |
| Rakousko    | 8 | 6 | 1 | 1 | 17 | 7  | +10 | 19 |
| Švédsko     | 8 | 3 | 1 | 4 | 14 | 12 | +2  | 10 |
| Ázerbájdžán | 8 | 2 | 1 | 5 | 7  | 17 | -10 | 7  |
| Estonsko    | 8 | 0 | 1 | 7 | 2  | 22 | -20 | 1  |

|             | Belgie | Rakousko | Švédsko | Ázerbájdžán | Estonsko |
| ----------- | ------ | -------- | ------- | ----------- | -------- |
| Belgie      | —      | 1:1      | 1:1     | 5:0         | 5:0      |
| Rakousko    | 2:3    | —        | 2:0     | 4:1         | 2:1      |
| Švédsko     | 0:3    | 1:3      | —       | 5:0         | 2:0      |
| Ázerbájdžán | 0:1    | 0:1      | 0:3     | —           | 1:1      |
| Estonsko    | 0:3    | 0:2      | 0:5     | 0:2         | —        |

1. ↑  Zápas Belgie - Švédsko byl přerušen v poločase za stavu 1:1 poté, co byli před zápasem při teroristické střelbě v Bruselu zabiti dva švédští fanoušci; výsledek byl později potvrzen jako konečný.

### Skupina G
| Tým        | Z | V | R | P | VG | IG | +/- | B  |
| ---------- | - | - | - | - | -- | -- | --- | -- |
| Maďarsko   | 8 | 5 | 3 | 0 | 16 | 7  | +9  | 18 |
| Srbsko     | 8 | 4 | 2 | 2 | 15 | 9  | +6  | 14 |
| Černá Hora | 8 | 3 | 2 | 3 | 9  | 11 | -2  | 11 |
| Litva      | 8 | 1 | 3 | 4 | 8  | 14 | -6  | 6  |
| Bulharsko  | 8 | 0 | 4 | 4 | 7  | 14 | -7  | 3  |

|            | Maďarsko | Srbsko | Černá Hora | Litva | Bulharsko |
| ---------- | -------- | ------ | ---------- | ----- | --------- |
| Maďarsko   | —        | 2:1    | 3:1        | 2:0   | 3:0       |
| Srbsko     | 1:2      | —      | 3:1        | 2:0   | 2:2       |
| Černá Hora | 0:0      | 0:2    | —          | 2:0   | 2:1       |
| Litva      | 2:2      | 1:3    | 2:2        | —     | 1:1       |
| Bulharsko  | 2:2      | 1:1    | 0:1        | 0:2   | —         |

### Skupina H
| Tým           | Z  | V | R | P  | VG | IG | +/- | B  |
| ------------- | -- | - | - | -- | -- | -- | --- | -- |
| Dánsko        | 10 | 7 | 1 | 2  | 19 | 10 | +9  | 22 |
| Slovinsko     | 10 | 7 | 1 | 2  | 20 | 9  | +11 | 22 |
| Finsko        | 10 | 6 | 0 | 4  | 18 | 10 | +8  | 18 |
| Kazachstán    | 10 | 6 | 0 | 4  | 16 | 12 | +4  | 18 |
| Severní Irsko | 10 | 3 | 0 | 7  | 9  | 13 | -4  | 9  |
| San Marino    | 10 | 0 | 0 | 10 | 3  | 31 | -28 | 0  |

|               | Dánsko | Slovinsko | Finsko | Kazachstán | Severní Irsko | San Marino |
| ------------- | ------ | --------- | ------ | ---------- | ------------- | ---------- |
| Dánsko        | —      | 2:1       | 3:1    | 3:1        | 1:0           | 4:0        |
| Slovinsko     | 1:1    | —         | 3:0    | 2:1        | 4:2           | 2:0        |
| Finsko        | 0:1    | 2:0       | —      | 1:2        | 4:0           | 6:0        |
| Kazachstán    | 3:2    | 1:2       | 0:1    | —          | 1:0           | 3:1        |
| Severní Irsko | 2:0    | 0:1       | 0:1    | 0:1        | —             | 3:0        |
| San Marino    | 1:2    | 0:4       | 1:2    | 0:3        | 0:2           | —          |

### Skupina I
| Tým       | Z  | V | R | P | VG | IG | +/- | B  |
| --------- | -- | - | - | - | -- | -- | --- | -- |
| Rumunsko  | 10 | 6 | 4 | 0 | 16 | 5  | +11 | 22 |
| Švýcarsko | 10 | 4 | 5 | 1 | 22 | 11 | +11 | 17 |
| Izrael    | 10 | 4 | 3 | 3 | 11 | 11 | 0   | 15 |
| Bělorusko | 10 | 3 | 3 | 4 | 9  | 14 | -5  | 12 |
| Kosovo    | 10 | 2 | 5 | 3 | 10 | 10 | 0   | 11 |
| Andorra   | 10 | 0 | 2 | 8 | 3  | 20 | -17 | 2  |

|           | Rumunsko | Švýcarsko | Izrael | Bělorusko | Kosovo | Andorra |
| --------- | -------- | --------- | ------ | --------- | ------ | ------- |
| Rumunsko  | —        | 1:0       | 1:1    | 2:1       | 2:0    | 4:0     |
| Švýcarsko | 2:2      | —         | 3:0    | 3:3       | 1:1    | 3:0     |
| Izrael    | 1:2      | 1:1       | —      | 1:0       | 1:1    | 2:1     |
| Bělorusko | 0:0      | 0:5       | 1:2    | —         | 2:1    | 1:0     |
| Kosovo    | 0:0      | 2:2       | 1:0    | 0:1       | —      | 1:1     |
| Andorra   | 0:2      | 1:2       | 0:2    | 0:0       | 0:3    | —       |

### Skupina J
| Tým                 | Z  | V  | R | P  | VG | IG | +/- | B  |
| ------------------- | -- | -- | - | -- | -- | -- | --- | -- |
| Portugalsko         | 10 | 10 | 0 | 0  | 36 | 2  | +34 | 30 |
| Slovensko           | 10 | 7  | 1 | 2  | 17 | 8  | +9  | 22 |
| Lucembursko         | 10 | 5  | 2 | 3  | 13 | 19 | -6  | 17 |
| Island              | 10 | 3  | 1 | 6  | 17 | 16 | +1  | 10 |
| Bosna a Hercegovina | 10 | 3  | 0 | 7  | 9  | 20 | -11 | 9  |
| Lichtenštejnsko     | 10 | 0  | 0 | 10 | 1  | 28 | -27 | 0  |

|                     | Portugalsko | Slovensko | Lucembursko | Island | Bosna a Hercegovina | Lichtenštejnsko |
| ------------------- | ----------- | --------- | ----------- | ------ | ------------------- | --------------- |
| Portugalsko         | —           | 3:2       | 9:0         | 2:0    | 3:0                 | 4:0             |
| Slovensko           | 0:1         | —         | 0:0         | 4:2    | 2:0                 | 3:0             |
| Lucembursko         | 0:6         | 0:1       | —           | 3:1    | 4:1                 | 2:0             |
| Island              | 0:1         | 1:2       | 1:1         | —      | 1:0                 | 4:0             |
| Bosna a Hercegovina | 0:5         | 1:2       | 0:2         | 3:0    | —                   | 2:1             |
| Lichtenštejnsko     | 0:2         | 0:1       | 0:1         | 0:7    | 0:2                 | —               |

## Baráž
Týmy, které neuspěly v kvalifikační skupinové fázi, se mohly na závěrečný turnaj kvalifikovat prostřednictvím baráže. Ligám A, B a C Ligy národů UEFA bylo přiděleno jedno ze tří zbývajících míst na závěrečném turnaji. Čtyři týmy z každé ligy, které se nekvalifikovaly na finálový turnaj Mistrovství Evropy, se utkaly v baráži své ligy. Místa v baráži byla nejprve přidělena vítězi každé skupiny Ligy národů, a pokud se některý z vítězů skupiny již kvalifikoval do finále mistrovství Evropy, pak dalšímu nejlépe umístěnému týmu z dané ligy.
Dvanáct týmů, které se utkaly v baráži, byly vybrány na základě celkového pořadí v Lize národů podle těchto kritérií:
- Ligy A, B a C vytvořila postupovou skupinu se čtyřmi nejlépe umístěnými týmy, které se ještě nekvalifikovaly.
- Pokud má některá z těchto lig méně než čtyři nekvalifikované týmy, obsadila místa nejprve nejlepší ze skupiny z ligy D (pokud se již nekvalifikoval) a poté další týmy podle pořadí.

Vítězové skupin z lig B a C se nemohou utkat s týmy z vyšších lig.

### Výběr týmu
| Legenda                             |
| ----------------------------------- |
| Hostitel                            |
| Přímý postup z kvalifikace          |
| Postup do baráže                    |
| Vyřazení                            |
| Zákaz účasti v kvalifikační soutěži |

| Liga A      | Liga A |
| Tým         | Pořadí |
| ----------- | ------ |
| Španělsko   | 1      |
| Chorvatsko  | 2      |
| Itálie      | 3      |
| Nizozemsko  | 4      |
| Dánsko      | 5      |
| Portugalsko | 6      |
| Belgie      | 7      |
| Maďarsko    | 8      |
| Švýcarsko   | 9      |
| Německo     | 10     |
| Polsko      | 11     |
| Francie     | 12     |
| Rakousko    | 13     |
| Česko       | 14     |
| Anglie      | 15     |
| Wales       | 16     |

| Liga B              | Liga B |
| Tým                 | Pořadí |
| ------------------- | ------ |
| Izrael              | 17     |
| Bosna a Hercegovina | 18     |
| Srbsko              | 19     |
| Skotsko             | 20     |
| Finsko              | 21     |
| Ukrajina            | 22     |
| Island              | 23     |
| Norsko              | 24     |
| Slovinsko           | 25     |
| Irsko               | 26     |
| Albánie             | 27     |
| Černá Hora          | 28     |
| Rumunsko            | 29     |
| Švédsko             | 30     |
| Arménie             | 31     |
| Rusko               | 32     |

| Liga C            | Liga C |
| Tým               | Pořadí |
| ----------------- | ------ |
| Gruzie            | 33     |
| Řecko             | 34     |
| Turecko           | 35     |
| Kazachstán        | 36     |
| Lucembursko       | 37     |
| Ázerbájdžán       | 38     |
| Kosovo            | 39     |
| Bulharsko         | 40     |
| Faerské ostrovy   | 41     |
| Severní Makedonie | 42     |
| Slovensko         | 43     |
| Severní Irsko     | 44     |
| Kypr              | 45     |
| Bělorusko         | 46     |
| Litva             | 47     |
| Gibraltar         | 48     |

| Liga D          | Liga D |
| Tým             | Pořadí |
| --------------- | ------ |
| Estonsko        | 49     |
| Lotyšsko        | 50     |
| Moldavsko       | 51     |
| Malta           | 52     |
| Andorra         | 53     |
| San Marino      | 54     |
| Lichtenštejnsko | 55     |

### Los
Los baráže se uskutečnil 23. listopadu 2023 v sídle UEFA ve švýcarském Nyonu.
Los se skládal ze dvou částí: nejprve se pro týmy, které nevyhrály svou skupinu v Lize národů, losovalo, do jakého kvalifikačního pavouka budou zařazeni. To bylo způsobeno faktem, že Liga národů A neměla dostatečný počet 4 týmů pro vytvoření kvalifikačního pavouka. Druhou částí losu bylo určení domácích týmů pro jednotlivá semifinále a finále.
Vzhledem ke specifičnosti tohoto losu, kdy je jeho průběh závislý na tom, jaké týmy se v losování ocitnou, mohl se los uskutečnit až po odehrání všech zápasů skupinové fáze. Pro los nebylo nutné žádné omezení, protože žádný z možných zápasů UEFA nevede na svém seznamu zápasů, které nemohou být nalosovány z politických důvodů. Dle vybraných 12 týmů, které postoupily do baráže, byly vytvořeny jednotlivé kvalifikační play-off, nejprve od Ligy C až po Ligu A::
- Vzhledem k tomu, že z Ligy C byly 4 týmy, které mohly vytvořit kvalifikační play-off (3 vítězové skupin a jeden nevítězný tým), byly všechny týmy umístěny do kvalifikačního play-off Ligy C.
- Z Ligy B postoupilo do baráže 5 týmů (dva vítězové skupin a tři nevítězné týmy); dva vítězové skupin byli umístěni do kvalifikačního play-off Ligy B a los určil, které dva ze zbývajících týmů budou umístěny také do Ligy B.
- Z Ligy A postoupily do baráže dvě mužstva (oba týmy byly nevítězné ve svých skupinách); obě mužstva byla umístěna do Ligy A a k nim byl přiřazen nejlepší tým z Ligy D a také zbylý účastník Ligy B.

Týmy Ligy B, kterých se týkal los o to, zda budou umístěny do kvalifikačního play-off Ligy B (2 týmy) nebo Ligy A (1 tým). Dle pořadí v Lize národů se jednalo o tyto týmy:
1. Finsko
2. Ukrajina
3. Island

Dva týmy, které byly nalosovány do play-off Ligy B, zaujaly místo na pozicích B3 a B4 dle svého umístění v Lize národů. Zbylý tým, nalosovaný do play-off Ligy A, zaujal pozici A3.
Jednotlivá kvalifikační play-offs s účastníky jsou rozlosována takto:
| Poz. | Tým      |
| ---- | -------- |
| 1    | Polsko   |
| 2    | Wales    |
| 3    | Finsko   |
| 4    | Estonsko |

| Poz. | Tým                 |
| ---- | ------------------- |
| 1    | Izrael              |
| 2    | Bosna a Hercegovina |
| 3    | Ukrajina            |
| 4    | Island              |

| Poz. | Team        |
| ---- | ----------- |
| 1    | Gruzie      |
| 2    | Řecko       |
| 3    | Kazachstán  |
| 4    | Lucembursko |

Pro finálová utkání byly jako domácí vylosovány tyto týmy:
- Play-off Ligy A: Vítěz zápasu semifinále 2 (Wales vs. Finsko)
- Play-off Ligy B: Vítěz zápasu semifinále 2 (Bosna a Hercegovina vs. Ukrajina)
- Play-off Ligy C: Vítěz zápasu semifinále 1 (Gruzie vs. Lucembursko)

### Play-off Ligy A
| Tým #1     | Výsledek | Tým #2   |
| ---------- | -------- | -------- |
| Semifinále |          |          |
| Polsko     | 5 : 1    | Estonsko |
| Wales      | 4 : 1    | Finsko   |

| Tým #1 | Výsledek            | Tým #2 |
| ------ | ------------------- | ------ |
| Finále |                     |        |
| Wales  | 0 : 0 (pp.) (4:5 p) | Polsko |

### Play-off Ligy B
| Tým #1              | Výsledek | Tým #2   |
| ------------------- | -------- | -------- |
| Semifinále          |          |          |
| Izrael              | 1 : 4    | Island   |
| Bosna a Hercegovina | 1 : 2    | Ukrajina |

| Tým #1   | Výsledek | Tým #2 |
| -------- | -------- | ------ |
| Finále   |          |        |
| Ukrajina | 2 : 1    | Island |

### Play-off Ligy C
| Tým #1     | Výsledek | Tým #2      |
| ---------- | -------- | ----------- |
| Semifinále |          |             |
| Gruzie     | 2 : 0    | Lucembursko |
| Řecko      | 5 : 0    | Kazachstán  |

| Tým #1 | Výsledek            | Tým #2 |
| ------ | ------------------- | ------ |
| Finále |                     |        |
| Gruzie | 0 : 0 (pp.) (4:2 p) | Řecko  |

Poznámky
1. ↑  Omezení by platila v případě zápasů Arménie-Ázerbájdžán, Bělorusko-Ukrajina, Gibraltar-Španělsko, Bosna a Hercegovina-Kosovo, Srbsko-Kosovo.